# Premio Seiun
Los Premios Seiun (星雲 en japonés) son el galardón de ciencia ficción más prestigioso otorgado en Japón. Se otorga por votación de los aficionados participantes en los Congresos Anuales de Ciencia Ficción de Japón.
Mantiene varias categorías abiertas a concurso para obras extranjeras traducidas al japonés: mejor novela extranjera, mejor cuento extranjero y una categoría a la mejor obra de cine o teatro que posteriormente se convirtió en al categoría "medios", donde se incluye el anime, las series de televisión e incluso los vídeo juegos.
Dado que las obras premiadas las eligen los aficionados se pueden comparar a los premios Locus; pero quizás son más similares a los Hugo por el requisito de tener que acudir a la convención para poder votar.
Es uno de los escasos premios con los que puede distinguirse una película de ciencia ficción fuera de los otorgados por los festivales, por lo que suele ser un galardón muy preciado.

## Premiados

### Mejor novela larga japonesa
*   Ganadores
  +   Nominados no seleccionados
| Año  | Ganador(es)                                                                              | Autor(es)         | Publicador                                                 |
| ---- | ---------------------------------------------------------------------------------------- | ----------------- | ---------------------------------------------------------- |
| 1970 | (霊長類南へ Reichōrui Minami e?)                                                         | Yasutaka Tsutsui  | Kodansha                                                   |
| 1971 | (継ぐのは誰か? Tsugu no wa Dare ka??)                                                    | Sakyo Komatsu     | Sekai SF Zenshū Vol.29: Sakyo Komatsu, Hayakawa Publishing |
| 1972 | (石の血脈 Ishi no Ketsumyaku?)                                                           | Ryō Hanmura       | Nihon SF Novels, Hayakawa Publishing                       |
| 1973 | (鏡の国のアリス Kagami no Kuni no Alice?)                                                | Tadashi Hirose    | Kawade Shobō Shinsha                                       |
| 1974 | Japan Sinks (日本沈没 Nihon Chinbotsu?)                                                  | Sakyo Komatsu     | Kappa Novels, Kōbunsha                                     |
| 1975 | (おれの血は他人の血 Ore no Chi wa Tanin no Chi?)                                         | Yasutaka Tsutsui  | Kawade Shobō Shinsha                                       |
| 1976 | (七瀬ふたたび Nanase Futatabi?)                                                          | Yasutaka Tsutsui  | Shinchōsha                                                 |
| 1977 | (サイコロ特攻隊 Saikoro Tokkōtai?)                                                       | Musashi Kanbe     | Nihon SF Novels, Hayakawa Publishing                       |
| 1978 | (地球・精神分析記録 (エルド・アナリュシス) Chikyū Seishin Bunseki Kiroku: Eld Analusis?) | Masaki Yamada     | Tokuma Shoten                                              |
| 1979 | (消滅の光輪 Shōmetsu no Kōrin?)                                                          | Taku Mayumura     | SF Magazine Feb 1976 - Oct 1978                            |
| 1980 | (宝石泥棒 Hōseki Dorobō?)                                                                | Masaki Yamada     | SF Magazine Dec 1977 - Aug 1979                            |
| 1981 | (火星人先史 Kaseijin Senshi?)                                                            | Chiaki Kawamata   | SF Magazine Jul 1979 - Oct 1980                            |
| 1982 | (吉里吉里人 Kirikirijin?)                                                                | Hisashi Inoue     | Shinchosha                                                 |
| 1983 | Bye-bye, Jupiter (さよならジュピター Sayonara Jupiter?)                                  | Sakyo Komatsu     | Sankei Shuppan                                             |
| 1984 | (敵は海賊 海賊版 Teki wa Kaizoku: Kaizokuban?)                                           | Chōhei Kanbayashi | Hayakawa Bunko JA, Hayakawa Publishing                     |
| 1985 | Yukikaze (戦闘妖精・雪風 Sentō Yōsei Yukikaze?)                                          | Chōhei Kanbayashi | Hayakawa Bunko JA, Hayakawa Publishing                     |
| 1986 | (ダーティ・ペアの大逆転 Dirty-Pair no Daigyakuten?)                                      | Haruka Takachiho  | Hayakawa Publishing                                        |
| 1987 | (プリズム Prism?)                                                                        | Chōhei Kanbayashi | Hayakawa Bunko JA, Hayakawa Publishing                     |
| 1988 | Legend of the Galactic Heroes (銀河英雄伝説 Ginga Eiyū Densetsu?) series (10 books)      | Yoshiki Tanaka    | Tokuma Novels, Tokuma Shonten                              |
| 1989 | (バビロニア・ウェーブ Babylonia Wave?)                                                   | Akira Hori        | Tokuma Shoten                                              |
| 1990 | (上弦の月を喰べる獅子 Jōgen no Tsuki o Taberu Shishi?)                                   | Baku Yumemakura   | Hayakawa Publishing                                        |
| 1991 | (ハイブリッド・チャイルド Hybrid Child?)                                                 | Mariko Ōhara      | Hayakawa Publishing                                        |
| 1992 | (メルサスの少年 Merusasu no Shōnen?)                                                     | Hiroe Suga        | Shinchō Bunko, Shinchōsha                                  |
| 1993 | (ヴィーナス・シティ Venus City?)                                                         | Gorō Masaki       | Hayakawa Publishing                                        |
| 1994 | (終わりなき索敵 Owarinaki Sakuteki?)                                                     | Kōshū Tani        | Hayakawa Publishing                                        |
| 1995 | (機神兵団 Kishin Heidan?) series (10 books)                                              | Masaki Yamada     | C Novels, Chūōkōronsha                                     |
| 1996 | (引き潮のとき Hikishio no Toki?) series (5 books)                                        | Taku Mayumura     | Hayakawa Publishing                                        |
| 1997 | (星海の紋章 Seikai no Monshō?) trilogy                                                   | Hiroyuki Morioka  | Hayakawa Bunko JA, Hayakawa Publishing                     |
| 1998 | (敵は海賊 A級の敵 Teki wa Kaizoku: A-kyū no Teki?)                                       | Chōhei Kanbayashi | Hayakawa Bunko JA, Hayakawa Publishing                     |
| 1999 | (彗星狩り Suiseigari?)                                                                   | Yūichi Sasamoto   | Sonorama Bunko, Asahi Sonorama                             |
| 2000 | Good Luck, Yukikaze (グッドラック 戦闘妖精・雪風 'Good Luck: Sentō Yōsei Yukikaze'?)     | Chōhei Kanbayashi | Hayakawa Publishing                                        |
| 2001 | (永遠の森 博物館惑星 Eien no Mori, Hakubutsukan Wakusei?)                                | Hiroe Suga        | Hayakawa Publishing                                        |
| 2002 | (ふわふわの泉 Fuwafuwa no Izumi?)                                                        | Hōsuke Nojiri     | Famitsu Bunko, Enterbrain                                  |
| 2003 | Usurper of the Sun (太陽の簒奪者 Taiyō no Sandatsusha?)                                  | Hōsuke Nojiri     | Hayakawa SF Series J collection, Hayakawa Publishing       |
| 2004 | The Next Continent (第六大陸 Dai Roku Tairiku?)                                          | Issui Ogawa       | Hayakawa Bunko JA, Hayakawa Publishing                     |
| 2005 | (ARIEL (エリアル) Ariel?)                                                                | Yūichi Sasamoto   | Sonorama Bunko, Asahi Sonorama                             |
| 2006 | (サマー／タイム／トラベラー Summer/Time/Traveler?)                                       | Kazuma Shinjō     | Hayakawa Bunko JA, Hayakawa Publishing                     |
| 2007 | Japan Sinks: Part 2 (日本沈没 第二部 Nihon Chinbotsu Dai ni bu?)                         | Sakyo Komatsu     | Shogakukan                                                 |
| 2007 | Japan Sinks: Part 2 (日本沈没 第二部 Nihon Chinbotsu Dai ni bu?)                         | Kōshū Tani        | Shogakukan                                                 |
| 2008 | Toshokan Sensō (図書館戦争?) series (4 books)                                            | Hiro Arikawa      | ASCII Media Works                                          |
| 2009 | Harmony (ハーモニー?)                                                                    | Keikaku Itō       | Hayakawa SF Series J Collection, Hayakawa Publishing       |
| 2010 | (グイン・サーガ Guin Saga?) series (130 books)                                           | Kaoru Kurimoto    | Hayakawa Bunko JA, Hayakawa Publishing                     |
| 2011 | (去年はいい年になるだろう Kyonen wa Ii Toshi ni Narudarō?)                               | Hiroshi Yamamoto  | PHP Institute                                              |
| 2012 | (天獄と地国 Tengoku to Jigoku?)                                                          | Yasumi Kobayashi  | Hayakawa Bunko JA, Hayakawa Publishing                     |
| 2013 | The Empire of Corpses (屍者の帝国 Shisha no Teikoku?)                                    | Keikaku Itō       | Kawade Shobō Shinsha                                       |
| 2013 | The Empire of Corpses (屍者の帝国 Shisha no Teikoku?)                                    | Toh Enjoe         | Kawade Shobō Shinsha                                       |
| 2013 | (機龍警察 暗黒市場 Kiryū Keisatsu: Ankoku Shijō?)                                        | Ryōe Tsukimura    | Hayakawa Publishing                                        |
| 2013 | (本にだって雄と雌があります Hon ni datte Osu to Mesu ga Arimasu?)                        | Masakuni Oda      | Shinchosha                                                 |
| 2013 | (BEATLESS (ビートレス) Beatless?)                                                        | Satoshi Hase      | Kadokawa Shoten                                            |
| 2013 | Grimm Fragments (断章のグリム Danshō no Grimm?) series (17 books)                        | Gakuto Kōda       | Dengeki Bunko, ASCII Media Works                           |
| 2013 | (Delivery (デリバリー) Delivery?)                                                        | Masayoshi Yasugi  | Hayakawa SF Series J Collection, Hayakawa Publishing       |
| 2013 | (百年法 Hyakunen Hō?)                                                                    | Muneki Yamada     | Kadokawa Shoten                                            |
| 2014 | (コロロギ岳から木星トロヤへ Kororogi-dake kara Jupiter Trojan e?)                        | Issui Ogawa       | Hayakawa Bunko JA, Hayakawa Publishing                     |
| 2014 | (know (ノウ) Know?)                                                                      | Mado Nozaki       | Hayakawa Bunko JA, Hayakawa Publishing                     |
| 2014 | (Gene Mapper -full build- (ジーン・マッパー フル・ビルド) Gene Mapper -full build-?)     | Taiyō Fujii       | Hayakawa Bunko JA, Hayakawa Publishing                     |
| 2014 | Sysiphean (皆勤の徒 Kaikin no To?)                                                       | Dempow Torishima  | Sogen Nihon SF Selection, Tokyo Sogensha                   |
| 2014 | (深紅の碑文 Shinku no Hibun?)                                                            | Sayuri Ueda       | Hayakawa SF Series J Collection, Hayakawa Publishing       |
| 2014 | (クリュセの魚 Chryse no Sakana?)                                                         | Hiroki Azuma      | NOVA Collection, Kawade Shobō Shinsha                      |
| 2014 | (ブラックライダー Black Rider?)                                                          | Akira Higashiyama | Shinchosha                                                 |
| 2015 | Orbital Cloud (オービタル・クラウド?)                                                    | Taiyō Fujii       | Hayakawa Publishing                                        |
| 2015 | (突変 Toppen?)                                                                           | Hiroyuki Morioka  | Tokuma Bunko, Tokuma Shoten                                |
| 2015 | (誰の息子でもない Dare no Musuko demo Nai?)                                              | Chōhei Kanbayashi | Kodansha                                                   |
| 2015 | (未来へ…… Mirai e...?)                                                                   | Motoko Arai       | Kodansha                                                   |
| 2015 | Humanity Has Declined (人類は衰退しました Jinrui wa Suitaishimashita?) (9 books)         | Romeo Tanaka      | Gagaga Bunko, Shogakukan                                   |
| 2015 | (鹿の王 Shika no Ō?)                                                                     | Nahoko Uehashi    | KADOKAWA / Kadokawa Shoten                                 |
| 2016 | (怨讐星域 Onshū Seiiki?) (3 books)                                                       | Shinji Kajio      | Hayakawa Bunko JA, Hayakawa Publishing                     |
| 2016 | (波の手紙が響くとき Nami no Tegami ga Hibiku Toki?)                                      | Takehiko Oxi      | Hayakawa SF Series J Collection, Hayakawa Publishing       |
| 2016 | (エクソダス症候群 Exodus Shōkōgun?)                                                      | Yūsuke Miyauchi   | Sogen Nihon SF Selection, Tokyo Sogensha                   |
| 2016 | (絞首台の黙示録 Kōshudai no Mokushiroku?)                                                | Chōhei Kanbayashi | Hayakawa Publishing                                        |
| 2016 | Tytania (タイタニア?) (5 books)                                                          | Yoshiki Tanaka    | Tokuma Novels, Tokuma Shoten & Kodansha Novels, Kodansha   |
| 2016 | (月世界小説 Tsukisekai Shōsetsu?)                                                        | Osamu Makino      | Hayakawa Bunko JA, Hayakawa Publishing                     |
| 2016 | Underground Market (アンダーグラウンド・マーケット?)                                     | Taiyō Fujii       | Asahi Shinbun Shuppan                                      |
| 2016 | Epilogue (エピローグ?)                                                                   | Toh Enjoe         | Hayakawa Publishing                                        |
| 2016 | (薫香のカナピウム Kunkō no Canopeum?)                                                    | Sayuri Ueda       | Bungeishunjū                                               |
| 2017 | (ウルトラマンF Ultraman F?)                                                              | Yasumi Kobayashi  | Hayakawa Publishing                                        |
| 2017 | (彼女がエスパーだったころ Kanojo ga Esper datta Koro?)                                   | Yūsuke Miyauchi   | Kodansha                                                   |
| 2017 | (突変世界 異境の水都 Toppen Sekai: Ikyō no Suito?)                                       | Hiroyuki Morioka  | Tokuma Shoten                                              |
| 2017 | (青い海の宇宙港 Aoi Umi no Utyūkō?) (2 books)                                            | Hiroto Kawabata   | Hayakawa Publishing                                        |
| 2017 | (カメリ Kameri?)                                                                         | Yūsaku Kitano     | Kawade Shobō Shinsha                                       |
| 2017 | (大きな鳥にさらわれないよう Ōkina Tori ni Sarawarenaiyō?)                                | Hiromi Kawakami   | Kodansha                                                   |
| 2017 | (スペース金融道 Space Kin'yūdō?)                                                         | Yūsuke Miyauchi   | Kawade Shobō Shinsha                                       |
| 2017 | (ビビビ・ビ・バップ Bibibi Be-Bop?)                                                      | Hikaru Okuizumi   | Kodansha                                                   |
| 2018 | (あとは野となれ大和撫子 Ato wa No to Nare Yamatonadeshiko?)                              | Yūsuke Miyauchi   | KADOKAWA                                                   |
| 2018 | (構造素子 Kōzō Soshi?)                                                                   | Kyōsuke Higuchi   | Hayakawa Publishing                                        |
| 2018 | (ゲームの王国 Game no Ōkoku?) (2 books)                                                  | Satoshi Ogawa     | Hayakawa Publishing                                        |
| 2018 | (プラスチックの恋人 Plastic no Koibito?)                                                 | Hiroshi Yamamoto  | Hayakawa Publishing                                        |
| 2018 | (オリンポスの郵便ポスト Olympus no Yūbin Post?)                                          | Tamao Mono        | Dengeki Bunko, KADOKAWA                                    |
| 2018 | (横浜駅SF 全国版 Yokohama Eki SF: Zenkoku Ban?)                                          | Yuba Isukari      | KADOKAWA                                                   |
| 2018 | (宇宙探偵ノーグレイ Uchū Tantei Nogray?)                                                 | Hirofumi Tanaka   | Kawade Bunko, Kawade Shobō Shinsha                         |
| 2018 | The Heroic Legend of Arslan (アルスラーン戦記 Arslan Senki?) (16 books)                  | Yoshiki Tanaka    | Kappa Novels, Kōbunsha                                     |
| 2019 | (零號琴 Reigōkin?)                                                                       | Hirotaka Tobi     | Hayakawa Publishing                                        |
| 2019 | (プラネタリウムの外側 Planetarium no Sotogawa?)                                          | Kō Hayase         | Hayakawa Publishing                                        |
| 2019 | (ハロー・ワールド Hello, World?)                                                         | Taiyō Fujii       | Kodansha                                                   |
| 2019 | (ワールド・インシュランス World Insurance?) (3 books)                                    | Katsuie Shibata   | Seikaisha Fictions, Kodansha                               |
| 2019 | (ランドスケープと夏の定理 Landscape to Natsu no Teiri?)                                  | Yūya Takashima    | Tokyo Sogensha                                             |
| 2019 | (再就職先は宇宙海賊 Saishūshokusaki ha Utyū Kaizoku?)                                    | Kazuyuki Takami   | Hayakawa Publishing                                        |
| 2019 | (厨師、怪しい鍋と旅をする Chūshi, Ayashii Nabe to Tabi o Suru?)                          | Umiyuri Katsuyama | Tokyo Sogensha                                             |
| 2020 | Signposts to the Stars (天冥の標 Tenmei no Shirube series?) （17 books)                  | Issui Ogawa       | Hayakawa Publishing                                        |
| 2020 | (ヒト夜の永い夢 Hitoyo no Nagai Yume?)                                                   | Katsuie Shibata   | Hayakawa Publishing                                        |
| 2020 | (宿借りの星 Yadokari no Hoshi?)                                                          | Dempow Torishima  | Tokyo Sogensha                                             |
| 2020 | (東京の子 Tokyo no Ko?)                                                                  | Taiyō Fujii       | KADOKAWA                                                   |
| 2020 | (先をゆくもの達 Saki o Yukumonotachi?)                                                   | Chōhei Kanbayashi | Hayakawa Publishing                                        |
| 2020 | (HELLO WORLD ?)                                                                          | Mado Nozaki       | Shueisha                                                   |
| 2020 | (大絶滅恐竜タイムウォーズ Daizetsumetsu Kyoryu Time Wars?)                               | Gengen Kusano     | Hayakawa Publishing                                        |

### Mejor relato corto japonés
| Año  | Ganadores                               |
| ---- | --------------------------------------- |
| 1979 | Chikyū wa Plain yogurt por Shinji Kajio |
| 1981 | Green requiem por Motoko Arai           |
| 1994 | Kuruguru Tsukai por Kenji Ōtsuki        |
| 2000 | Taiyō no Sandatsusha por Hōsuke Nojiri  |
| 2003 | Ore wa Misairu por Akiyama Mizuhito     |
| 2004 | Unaccepted Death por Shinji Kajio       |
| 2005 | Katadorareta Chikara por Tobi Hirotaka  |
| 2006 | Tadayotta Otoko por Issui Ogawa         |

### Mejor novela larga extranjera
| Año  | Ganador                         | Autor                                           |
| ---- | ------------------------------- | ----------------------------------------------- |
| 1970 | El mundo de cristal             | J.G. Ballard                                    |
| 1971 | La amenaza de Andrómeda         | Michael Crichton                                |
| 1972 | Alas nocturnas                  | Robert Silverberg                               |
| 1973 | Las sirenas de Titán            | Kurt Vonnegut Jr.                               |
| 1974 | Dune                            | Frank Herbert                                   |
| 1975 | Up the Line                     | Robert Silverberg                               |
| 1976 | Tú, el inmortal                 | Roger Zelazny                                   |
| 1977 | Hombres y dragones              | Jack Vance                                      |
| 1978 | El número de la bestia          | Robert A. Heinlein                              |
| 1979 | Mundo Anillo                    | Larry Niven                                     |
| 1980 | Cita con Rama                   | Arthur C. Clarke                                |
| 1981 | Inherit the Stars               | James P. Hogan                                  |
| 1982 | Genesis Machine                 | James P. Hogan                                  |
| 1983 | Huevo de dragón                 | Robert L. Forward                               |
| 1984 | The Garments of Caean           | Barrington J. Bayley                            |
| 1985 | The Zen Gun                     | Barrington J. Bayley                            |
| 1986 | La saga de Elric                | Michael Moorcock                                |
| 1987 | Neuromante                      | William Gibson                                  |
| 1988 | Norstrilia                      | Cordwainer Smith                                |
| 1989 | Footfall                        | Larry Niven y Jerry Pournelle                   |
| 1990 | Collision with Chronos          | Barrington J. Bayley                            |
| 1991 | La rebelión de los pupilos      | David Brin                                      |
| 1992 | Las crónicas de McAndrew        | Charles Sheffield                               |
| 1993 | Tau cero                        | Poul Anderson                                   |
| 1994 | Entoverse                       | James P. Hogan                                  |
| 1995 | Hyperion                        | Dan Simmons                                     |
| 1996 | La caída de Hyperion            | Dan Simmons                                     |
| 1996 | Timelike Infinity               | Stephen Baxter                                  |
| 1997 | End of an Era                   | Robert J. Sawyer                                |
| 1998 | Ángeles caídos                  | Larry Niven, Jerry Pournelle y Michael F. Flynn |
| 1999 | Las naves del tiempo            | Stephen Baxter                                  |
| 1999 | Marte rojo                      | Kim Stanley Robinson                            |
| 2000 | Kirinyaga                       | Mike Resnick                                    |
| 2001 | Frameshift                      | Robert J. Sawyer                                |
| 2002 | There and Back Again            | Pat Murphy                                      |
| 2003 | Illegal Alien                   | Robert J. Sawyer                                |
| 2004 | Los límites del cielo           | David Brin                                      |
| 2005 | Distress                        | Greg Egan                                       |
| 2006 | Diáspora                        | Greg Egan                                       |
| 2007 | Máquinas mortales               | Philip Reeve                                    |
| 2008 | Brightness Falls from the Air   | James Tiptree, Jr.                              |
| 2009 | Spin                            | Robert Charles Wilson                           |
| 2010 | La colonia perdida              | John Scalzi                                     |
| 2011 | Eifelheim                       | Michael F. Flynn                                |
| 2012 | La chica mecánica               | Paolo Bacigalupi                                |
| 2013 | El sueño del androide           | John Scalzi                                     |
| 2014 | Blindsight                      | Peter Watts                                     |
| 2015 | El marciano                     | Andy Weir                                       |
| 2016 | Justicia auxiliar               | Ann Leckie                                      |
| 2017 | Estados Unidos de Japón         | Peter Tieryas                                   |
| 2018 | Los gigantes dormidos           | Sylvain Neuvel                                  |
| 2019 | El imperio Mecha Samurái        | Peter Tieryas                                   |
| 2020 | El problema de los tres cuerpos | Liu Cixin                                       |
| 2021 | El bosque oscuro                | Liu Cixin                                       |
| 2022 | Proyecto Hail Mary              | Andy Weir                                       |

### Mejor relato corto extranjero
- 1970 The Squirrel Cage de Thomas M. Disch
- 1971 The Poems de Ray Bradbury
- 1972 The Blue Bottle de Ray Bradbury
- 1973 The Black Ferris de Ray Bradbury
- 1974 Encuentro con Medusa de Arthur C. Clarke
- 1975 Eurema's Dam de R. A. Lafferty
- 1976 Wet Paint de A. B. Chandler
- 1977 Rozprawa de Stanisław Lem
- 1979 Inconstant Moon de Larry Niven
- 1981 A Relic of Empire de Larry Niven
- 1982 El valiente tostadorcito de Thomas M. Disch
- 1983 Nómadas nocturnos de George R. R. Martin
- 1984 Unicorn Variation de Roger Zelazny
- 1987 Pulse Enter de John Varley
- 1988 The Only Neat Thing To Do de James Tiptree Jr.
- 1989 Ojo por ojo de Orson Scott Card
- 1990 Piensa azul, cuenta hasta dos de Cordwainer Smith
- 1991 El gato de Schrödinger de George Alec Effinger
- 1992 Tango Charlie y Foxtrot Romeo de John Varley
- 1993 Groaning Hinges of the World de R.A. Lafferty
- 1994 Tangentes de Greg Bear
- 1995 Un planeta llamado Shayol de Cordwainer Smith
- 1996 Visiones de robot de Isaac Asimov
- 1997 Heads de Greg Bear
- 1998 The Death of Captain Future de Allen Steele
- 1999 This Year's Class Picture de Dan Simmons
- 2000 Out of the Everywhere de James Tiptree Jr.
- 2001 Oceanic de Greg Egan
- 2002 La historia de tu vida de Ted Chiang y Reasons to be Cheerful de Greg Egan
- 2003 Luminous de Greg Egan
- 2004 El infierno es la ausencia de Dios de Ted Chiang
- 2005 And Now the News... de Theodore Sturgeon
- 2006 The Human Front de Ken Mcleod
- 2007 The Astronaut from Wyoming por Adam-Troy Castro y Jerry Oltion

### Premiados en cine o teatro (medios)
- 1970 El prisionero (Prisner No.6) de Patrick McGoohan y George Markstein
- 1971 UFO de Gerry Anderson
- 1972 La amenaza de Andrómeda de Robert Wise
- 1973 La naranja mecánica de Stanley Kubrick
- 1974 Cuando el destino nos alcance de Richard Fleischer (película basada en ¡Hagan sitio, hagan sitio! de Harry Harrison
- 1975 Space Battleship Yamato de Leiji Matsumoto
- 1976 Star de Yasutaka Tsutsui
- 1978 Solaris de Andréi Tarkovski
- 1979 Star Wars: Episodio IV - Una nueva esperanza de George Lucas
- 1980 Alien: el octavo pasajero de Ridley Scott
- 1981 Star Wars: Episodio V - El Imperio contraataca de George Lucas
- 1983 Blade Runner de Ridley Scott
- 1984 Cristal oscuro de Jim Henson & Frank Oz
- 1985 Nausicaä del Valle del Viento de Hayao Miyazaki (cine)
- 1986 Back to the Future de Robert Zemeckis
- 1987 Brazil de Terry Gilliam
- 1988 Royal Space Force: The Wings of Honnêamise de Hiroyuki Yamaga (cine)
- 1989 Mi vecino Totoro de Hayao Miyazaki (cine)
- 1990 Top wo nerae! Gunbuster de Hideaki Anno (video)
- 1991 Ginga Uchu Odyssey de NHK (Programa de TV)
- 1992 Terminator 2: el juicio final de James Cameron
- 1993 Mama ha Shogaku 4 nensei de Hideaki Iuchi (Programa de TV)
- 1994 Parque Jurásico de Steven Spielberg
- 1995 Zeiram 2 de Amemiya Keita (Video)
- 1996 Gamera: Daikaijū Kūchū Kessende Kaneko Shusuke (cine)
- 1997 Gamera 2: Legion Shūrai de Kaneko Shusuke (cine)
- 1998 Ultraman Tiga (TV)
- 1999 Martian Successor Nadesico (cine)
- 2000 Cowboy Bebop de Shinichirō Watanabe (cine)
- 2001 Gun Parade March de Sony Computer Entertainment (juego de video)
- 2002 Kamen Rider KUUGA (TV)
- 2003 Hoshi no koe : The Voices of Distant Star (Voz de estrellas) (anime)
- 2004 El Señor de los Anillos: las dos torres de Peter Jackson (cine)
- 2005 Planetez (anime de TV)
- 2006 Tokusou sentai Deka Ranger de SFX (TV)
- 2007 Toki o Kakeru Shōjo
- 2008 Dennō Coil
- 2009 Macross Frontier

### Mejor cómic
Es un premio que se creó en el año 1978 gracias a las presiones que ejercían la prensa y los fans para crear un premio para los cómics, lo que a la larga los organizadores aceptaron.[cita requerida]
| Año  | Ganadores                                                           |
| ---- | ------------------------------------------------------------------- |
| 1978 | Terra e... por Keiko Takemiya                                       |
| 1979 | Fujōri Nikki por Hideo Azuma                                        |
| 1980 | Red Star por Mōto Hagio                                             |
| 1982 | Kibun wa mou sensou por Katsuhiro Otomo                             |
| 1984 | Dōmu por Katsuhiro Otomo                                            |
| 1985 | X + Y por Mōto Hagio                                                |
| 1986 | Appleseed por Masamune Shirow                                       |
| 1987 | Urusei Yatsura por Rumiko Takahashi                                 |
| 1988 | Kyūkyoku Chōjin R por Masami Yūki                                   |
| 1989 | Ningyo no Mori por Rumiko Takahashi                                 |
| 1990 | So What? por Megumi Wakatsuki                                       |
| 1992 | Yamataika por Nobuyuki Hoshino                                      |
| 1993 | OZ por Natsumi Itsuki                                               |
| 1994 | DAI-HONYA por Tori Miki                                             |
| 1995 | Kaze no Tani no Naushika por Hayao Miyazaki                         |
| 1997 | Ushio to Tora por Kazuhiro Fujita                                   |
| 1998 | SF Taishō por Tori Miki                                             |
| 2000 | Itihaasa por Wakako Mizuki                                          |
| 2001 | Cardcaptor Sakura por Clamp                                         |
| 2002 | Planetes por Makoto Yukimura                                        |
| 2003 | Chronoeyes por Yūichi Hasegawa                                      |
| 2004 | Kanata Kara por Kyōko Hikawa                                        |
| 2005 | Bremen II por Izumi Kawahara                                        |
| 2006 | Onmyoji por Reiko Okano                                             |
| 2007 | Yokohama Kaidashi Kikō por Hitoshi Ashinano                         |
| 2008 | 20th Century Boys por Naoki Urasawa                                 |
| 2009 | Trigun Maximum por Yasuhiro Nightow                                 |
| 2010 | Pluto por Naoki Urasawa, Osamu Tezuka y Takashi Nagasaki            |
| 2011 | Fullmetal Alchemist por Hiromu Arakawa                              |
| 2012 | Mobile Suit Gundam: The Origin por Yoshikazu Yasuhiko               |
| 2013 | Inherit the Stars por Yukinobu Hoshino                              |
| 2014 | Narue no Sekai por Tomohiro Marukawa                                |
| 2015 | Moyashimon por Masayuki Ishikawa                                    |
| 2016 | Sidonia no Kishi por Tsutomu Nihei                                  |
| 2017 | Kochira Katsushika-ku Kameari Kōen-mae Hashutsujo por Osamu Akimoto |
| 2018 | Soredemo Machi wa Mawatteiru por Masakazu Ishiguro                  |
| 2019 | Shōjo Shūmatsu Ryokō por Tsukumizu                                  |
| 2020 | Babylon made wa Nankōnen? por Dowman Sayman                         |
| 2020 | Batman Ninja por Masato Hisa                                        |
| 2021 | Hōzuki no Reitetsu por Natsumi Eguchi                               |
| 2021 | Kimi o Shinasenai Doma no Storia por Toriko Gin                     |

### Mejor artista
Unos de los premios más importantes y populares junto con la Mejor novela del Año. Se empezó a entregar a partir del año 1979. Es una categoría con un gran número de participantes, siendo superado por la categoría de mejor novela del año.[cita requerida]
| Año         | Ganadores                     |
| ----------- | ----------------------------- |
| 1979        | Naoyuki Kato                  |
| 1980        | Noriyoshi Ourai               |
| 1981        | Yoshikazu Yasuhiko            |
| 1982        | Shusei Nagaoka                |
| 1983 - 1986 | Yoshitaka Amano               |
| 1987        | Michiaki Satou                |
| 1988        | Jun Suemi                     |
| 1989        | Hiroyuki Kato & Keisuke Gotou |
| 1990        | Katsumi Michihara             |
| 1991        | Eiji Yokoyama                 |
| 1992        | Masamune Shirow               |
| 1993        | Keinojō Mizutama              |
| 1994        | Hitoshi Yoneda                |
| 1995        | Keinojō Mizutama              |
| 1996        | Akihiro Yamada                |
| 1997        | Yuji Kaida                    |
| 1998        | Shigeru Mizuki                |
| 1999        | Takami Akai                   |
| 2000        | Kenji Tsuruta                 |
| 2001        | Kenji Tsuruta                 |
| 2002        | Katsuya Terada                |
| 2003        | Makoto Shinkai                |
| 2004        | Daisuke Nishijima             |
| 2005        | Makoto Shinkai                |
| 2006        | Range Murata                  |
| 2007        | Yoshitaka Amano               |
| 2008        | Naoyuki Kato                  |
| 2009        | Naoyuki Kato                  |

### Mejor libro no ficción
Se entrega al mejor libro no ficción del año. Es un premio que se incorporó a partir del año 2003. Es considerado un premio menor dentro del evento.[cita requerida]
| Año  | Ganadores                                                |
| ---- | -------------------------------------------------------- |
| 1985 | Kōseiki no sekai por Fujio Ishihara                      |
| 1986 | Tokusatsu Hero Retsuden por Noriaki Ikeda                |
| 1987 | Ishihara Hakase no SF Kenkyūshitsu por Fujio Ishihara    |
| 1988 | Wizardry nikki por Tetsu Yano                            |
| 1989 | Space Opera no kakikata por Masahiro Noda                |
| 1990 | Future Magic por Robert L. Forward                       |
| 1991 | SF Handbook, editado por Hayakawa Shobō Editorial Office |
| 1992 | Serie de TV "Denshi Rikkoku Nippon no Jijoden" por NHK   |
| 1993 | The Minds of Billy Milligan por Daniel Keyes             |
| 1994 | Yasashii Uchū Kaihatsu Nyūmon por Masahiro Noda          |
| 1995 | Itoshino Wonderland por Masahiro Noda                    |
| 1996 | Tondemo-bon no sekai, editado por Togakkai               |
| 1997 | Tondemo-bon no gyakushū, editado por Togakkai            |
| 1998 | Robot humanoide P2 por Honda                             |
| 1999 | Uchū o Kūsō shitekita Hitobito por Masahiro Noda         |
| 2000 | AIBO por Sony                                            |
| 2001 | Motto sugoi kagaku de mamorimasu! por Yūichi Hasegawa    |
| 2002 | NHK Shōnen Drama Series no Subete por 増山久明           |
| 2003 | Uchu e Pasupoto por Yuichi Sasamoto                      |
| 2004 | Passport to the Universe 2 por Yuichi Sasamoto           |
| 2005 | Maeda Kensetsu Fuantaji Eigobu por Maeda Corporation     |
| 2006 | Shissou Nikki por Hideo Azuma                            |
| 2007 | Passport to the Universe 3 por Yuichi Sasamoto           |
| 2008 | Hoshi Shinichi: 1001 Wao Tsukutta Hito por Hazuki Saisho |

### Premio especial
Es un premio que no se entrega en cada edición del premio. Solo se da a personajes que han destacado a lo largo de su trayectoria o que han realizado aportaciones al desarrollo de algún campo. Es un premio que solo se ha dado 4 personas. No es el premio más popular, pero por su escasez es considerado muy importante.[cita requerida]
| Año  | Ganador                                                       |
| ---- | ------------------------------------------------------------- |
| 1982 | Uchu Jin como fanzine de ciencia ficción más antiguo de Japón |
| 1989 | Osamu Tezuka                                                  |
| 2005 | Tetsu Yano                                                    |
| 2007 | Yoshihiro Yonezawa                                            |